# Corps de formation des officiers de la réserve navale
Ne doit pas être confondu avec Reserve Officers Training Corps.

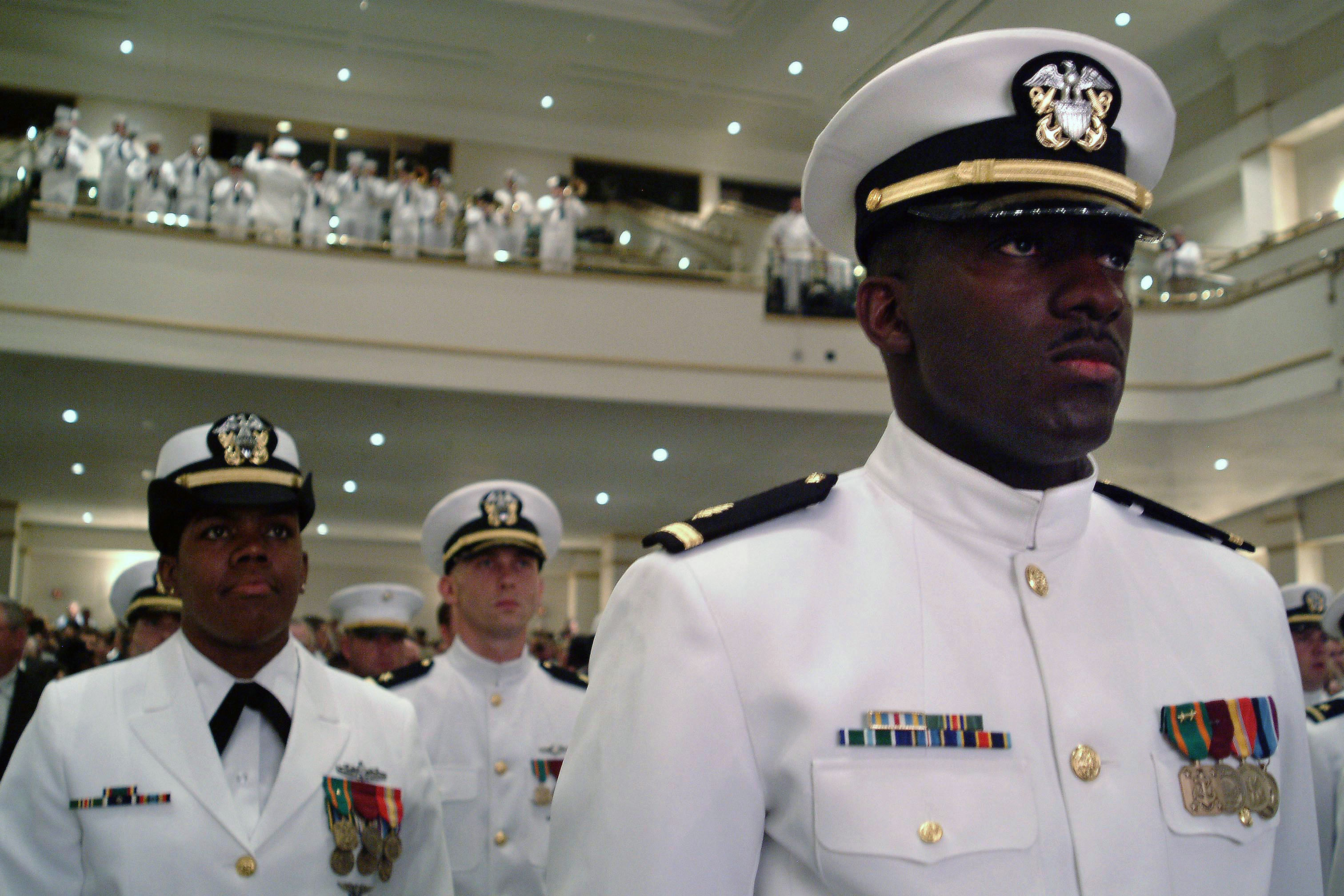
Marins du NROTC en mai 2004.

Le Corps de formation des officiers de la réserve navale (en anglais : Naval Reserve Officers Training Corps, NROTC) est un programme universitaire de formation des officiers commissionnés de l'United States Navy et de l'United States Marine Corps.